# Dia Internacional da Cardiologia Intervencionista
O Dia Internacional da Cardiologia Intervencionista é um dia comemorado anualmente em 16 de setembro desde 2022, promulgado pela Assembleia Geral das Nações Unidas no mesmo ano.

## Proclamação
O Dia Internacional da Cardiologia Intervencionista foi proclamado pela Assembleia Geral das Nações Unidas por iniciativa da Argentina em 2 de setembro de 2022. A resolução foi adotada para aumentar a conscientização sobre as doenças cardiovasculares e a importância de intervenções médicas que salvam vidas, como a angioplastia coronariana. O objetivo da proclamação é educar o público sobre a prevenção e o tratamento de doenças cardiovasculares, bem como destacar os avanços médicos e tecnológicos no campo da cardiologia intervencionista. O dia se concentra na promoção da saúde cardiovascular, na prevenção de complicações e na melhoria da qualidade de vida dos pacientes por meio da educação e da divulgação de informações relevantes.

## Celebração
Esse dia é celebrado em 16 de setembro para comemorar a primeira angioplastia coronariana realizada pelo Dr. Andreas Grüntzig em 1977. Esse procedimento salvou inúmeras vidas ao tratar com eficiência os problemas do miocárdio. A primeira comemoração oficial do dia ocorreu no mesmo ano de sua proclamação, destacando a importância das inovações médicas em cardiologia. Durante esse dia, são organizadas conferências, workshops e atividades educacionais para promover a importância das intervenções cardiovasculares e a prevenção de doenças cardíacas.